# Зелений Гай (Брагинівська сільська громада)
Зелений Гай — село в Україні, у Синельниківському районі Дніпропетровської області. Входить до складу Брагинівської сільської громади. Населення становить 45 осіб.

## Історія
12 червня 2020 року, відповідно до розпорядження Кабінету Міністрів України № 709-р від «Про визначення адміністративних центрів та затвердження територій територіальних громад Дніпропетровської області», увійшло до складу Брагинівської сільської громади.
19 липня 2020 року, в результаті адміністративно-територіальної реформи та ліквідації  Петропавлівського району, село увійшло до складу новоутвореного Синельниківського району.

## Географія
Село Зелений Гай знаходиться на правому березі річки Самара, вище за течією на відстані 4,5 км розташоване село Коханівка, нижче за течією на відстані 2,5 км розташоване село Шевченка, на протилежному березі — селище Петропавлівка. На відстані 1,5 км розташоване село Богинівка. Річка в цьому місці звивиста, утворює лимани, стариці і заболочені озера.

## Населення

### Мова
Розподіл населення за рідною мовою за даними перепису 2001 року:
| Мова       | Відсоток |
| ---------- | -------- |
| українська | 80,0 %   |
| російська  | 20,0 %   |

## Пам'ятки
Поблизу села знаходиться орнітологічний заказник місцевого значення «Заплава р. Самара».